# Naomi Ishida
Naomi Ishida (石田 奈央美 Ishida Naomi?, 6 de agosto de 1969 - 18 de julio de 2019) fue una diseñadora de color de animación japonesa que trabajó Kyoto Animation. Fue una de las víctimas fatales del Ataque incendiario contra Kyoto Animation.

## Primeros años
Ishida nació de padres involucrados en la industria artesanal tradicional de Japón; su padre trabajaba como maestro tintorero para kimonos, mientras que su madre era tejedora de Nishijin-ori obi. Se interesó por las artes y la artesanía a una edad temprana, y se convirtió en fanática de Galaxy Express 999mientras estaba en la escuela secundaria, dibujando fan art de la serie. comenzó a trabajar en un hospital como enfermera, pero dejó su trabajo para asistir a una escuela vocacional para estudiar animación, a pesar de la oposición de la gente que la rodeaba.

## Carrera
Ishida se unió a Kyoto Animación a la edad de 22 años en 1992, poco después completando su escolarización. Su trabajo inicial incluyó encuadres de color y pintura de celdas para series en las que Kyoto Animation era un subcontratista, incluido Inuyasha. Cuando el estudio comenzó a crear obras originales, Ishida se convirtió en un elemento central del departamento de color del estudio. Entre los primeros trabajos del estudio como productora de animación principal, sus créditos incluyeron Air como artista de pintura digital durante tres episodios, y para Kanon como correctora de color y creadora de escenarios para dos episodios. A medida que el estudio produjo más trabajos, las responsabilidades de Ishida crecieron, lo que finalmente la llevó a convertirse en una de las dos principales diseñadoras de color del estudio. Entre las producciones en las que se desempeñó como diseñadora de color se incluyen Hyouka, La Desaparición de Haruhi Suzumiya, Amagi Brilliant Park, Una Voz Silenciosa, y Liz and the blue bird.
Si bien Ishida trabajaba regularmente en el estudio 2 de Kyoto Animation, estuvo presente en el estudio 1 el día del ataque incendiario de Kyoto Animation que tuvo como objetivo el edificio y resultó junto en una 35 víctimas fatales. Ishida fue la primera víctima en ser identificada como fallecida por sus padres. Ishida había trabajado en Kyoto Animation durante 26 años. Fue encontrada muerta en el segundo piso de Estudio 1 y la policía determinó que murió aproximadamente 10:40 a. m. de envenenamiento de monóxido del carbono. La policía entregó el cuerpo Ishida  a sus padres el 23 de julio, y el funeral se realizó el 26 de julio. En el funeral, la madre de Ishida vistió a su hija con un kimono que había sido preparado para su matrimonio, y sus amigos y colegas asistieron a su funeral. Tras el incendio provocado, la madre de Ishida abogó por la creación de un monumento público en el antiguo emplazamiento del estudio.

## Trabajos
Ishida trabajó en más de 50 producciones de cine y televisión en diversas capacidades. Sus trabajos como diseñadora de color incluyen:
- Suzumiya Haruhi no Yūutsu (2006) - Diseñadora de Color, Encuadres de Color (episodios 2, 7, 13, 14)
- Suzumiya Haruhi no Yūutsu (2009) - Diseñadora de Color, Color Checker (episodios 1, 5, 6, 8, 9, 12, 17)
- Suzumiya Haruhi no Shōshitsu (2010) - Diseñadora de Color
- Hyōka (2012) - Diseñadora de Color
- Amagi Brilliant Park (2014) - Diseñadora de Color
- Una Voz Silenciosa (2016) - Diseñadora de Color, Encuadres de Color
- Liz and the blue bird (2018) - Diseñadora de Color, Color Checker
- Tsurune (2018) - Diseñadora de Color del Ayudante (episodios 3, 7, 11, 14)